# Новые Марасаны
Новые Марасаны — деревня в Завьяловском районе Удмуртии, входит в Якшурское сельское поселение. 

## География
Находится в 13 км к северо-востоку от центра Ижевска, на левом берегу реки Вожойка. До Ижевска ходит автобус 308.

## Население
| 2010 | 2012 |
| ---- | ---- |
| 63   | ↗72  |